# Kelly Preston
Kelly Kamalelehua Palzis (Honolulu, 13 oktober 1962 – Clearwater, 12 juli 2020) was een Amerikaans actrice, die bekend was onder de naam Kelly Preston.
Preston werd opgevoed door haar moeder Linda Carlson, aangezien haar vader verdronk toen ze drie jaar oud was. Ze groeide op in onder andere Irak en Australië en werd op 16-jarige leeftijd ontdekt door een fotograaf. Vanaf de jaren 1980 was ze werkzaam als actrice.
Ze was van 1986 tot en met 1988 getrouwd met acteur Kevin Gage. Ook had ze relaties met George Clooney en Charlie Sheen. Met Sheen beëindigde ze in 1990 de relatie, nadat hij per ongeluk in haar arm schoot.
In 1991 trouwde ze met John Travolta. Ze kregen drie kinderen. Preston was lid van de Scientologybeweging. Ze overleed aan de gevolgen van borstkanker.

## Filmografie
- Bibsys: 1060760
- Biblioteca Nacional de España: XX1066848
- Bibliothèque nationale de France: cb13943493m (data)
- Gemeinsame Normdatei: 142296864
- International Standard Name Identifier: 0000 0000 8350 8096
- Library of Congress Control Number: no99044061
- Nationale Bibliotheek van Tsjechië: xx0040652
- Nationale bibliotheek van Australië: 40033932
- Nationale Bibliotheek van Israël: 987007340668105171
- Nationale Bibliotheek van Polen: a0000001615351
- Nederlandse Thesaurus van Auteursnamen: 296021563
- Réseau des bibliothèques de Suisse occidentale: 02-A024249574
- Istituto Centrale per il Catalogo Unico: TO0V404607
- SNAC: w65q85pp
- Système universitaire de documentation: 167558153
- Trove: 1443154
- Virtual International Authority File: 2661619
- WorldCat: E39PBJmP7PxpwkkjW76KRVpQMP